# Liste des sénateurs de l'Indre

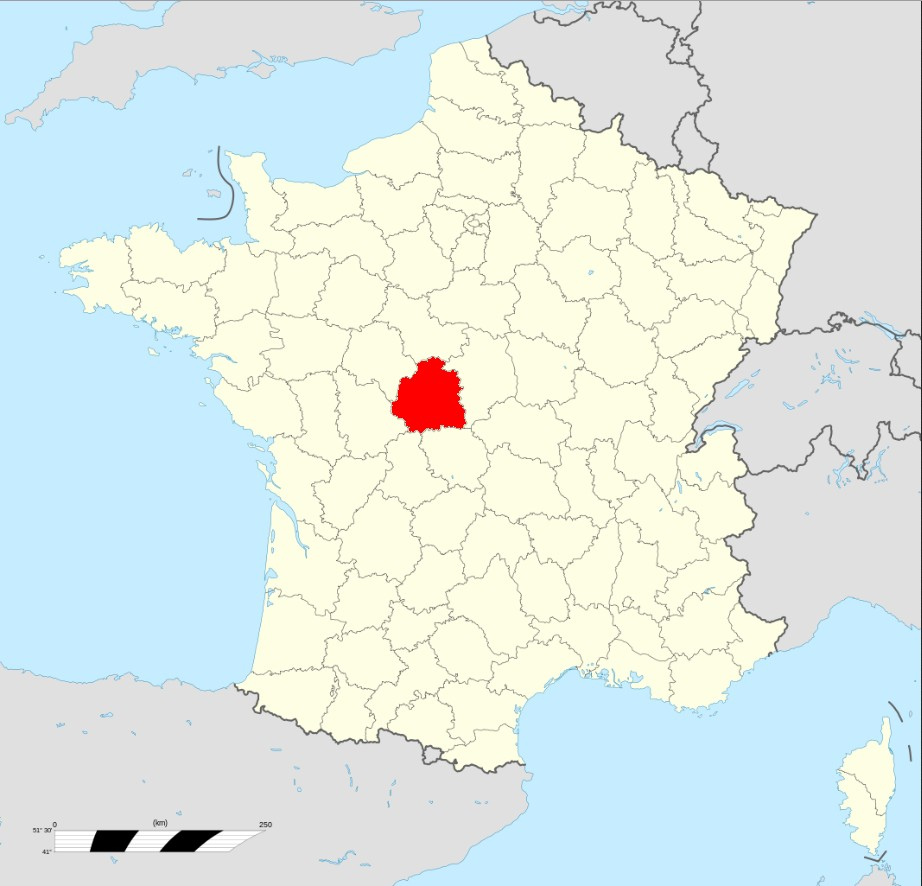
Le département de l'Indre en France.

Liste des sénateurs de l'Indre

## Cinquième République
- Nadine Bellurot (LR) depuis 2020
- Frédérique Gerbaud depuis le 17 novembre 2016
- Louis Pinton (UMP) de 2007 à 2016
- Jean-François Mayet (UMP) de 2008 à 2020
- Daniel Bernardet (UMP) de 1989 à 2007
- François Gerbaud (UMP) de 1989 à 2008
- Guy Besse de 1982 à 1989
- René Touzet de 1971 à 1982
- Jean Bénard de 1971 à 1989
- Roger Morève de 1959 à 1971
- Vincent Rotinat de 1959 à 1971

## Quatrième République
- René Caillaud de 1955 à 1958
- Anatole Ferrant de 1948 à 1955
- Vincent Rotinat de 1946 à 1959

## Troisième République
- François-Marie Taillepied de Bondy de 1876 à 1890
- Léon Clément de 1876 à 1894
- Paul-Antoine Bénazet de 1891 à 1897
- Arthur Brunet de 1891 à 1900
- Antony Ratier de 1894 à 1933
- Alfred Moroux de 1897 à 1906
- Émile Forichon, de 1900 à 1915
- Joseph Leglos de 1906 à 1924
- Henri Cosnier de 1920 à 1932
- Henry Dauthy de 1924 à 1939
- Paul Bénazet de 1933 à 1940
- Fernand Gautier de 1933 à 1940